# 奧比斯
奧比斯（Orbis International）是一個國際性的非營利醫療教育組織，肩負全球救盲使命。奧比斯透過提供醫療設備和技術，以及培訓眼科醫護人員，協助發展中國家制訂長遠的救盲計劃，解決可避免的失明問題。奧比斯積極提升各地眼科醫護人員的技術水準，期待受助地區的醫療夥伴能夠自行營運，為人們提供可負擔、方便及持續的優質眼科服務。
奧比斯獨有的眼科飛機醫院，最為人熟知。奧比斯的總部設於美國紐約，同時在溫哥華、倫敦、香港、澳門設有募款辦公室。奧比斯目前約有超過400名義工，包括眼科醫生、護士及生物醫學工程師，以及來自聯邦快遞及聯合航空的義工機師。
除了眼科飛機醫院，奧比斯於2005年，在中國大陸、孟加拉（與Islamia眼科醫院合作）、衣索比亞、印度和越南五個國家成立國家辦事處，主要由當地醫療人員管理，對白內障、沙眼、角膜疾病與及兒童盲疾，提供預防和治療，並推廣眼科服務，又設立眼庫等，改善醫療質素。另外，奧比斯於2003年設立網路視訊醫療系統（Cyber-Sight），世界各地義工眼科醫生和學者，可透過網際網路，為發展中國家的醫生提供意見和指導，至今該系統已處理超過1900個網上諮詢。
而奧比斯亦是世界衛生組織主導的展望2020（VISION 2020: the Right to Sight）合作計劃始創成員之一，目標是在2020年前，掃除全球可避免的眼疾。

## 歷史
奧比斯創立於1982年，創辦人是美國貝勒醫學院眼科學系主席大衛培頓，由美國國際開發署（USAID）及私人捐獻資助成立，其中奧比斯的首間飛機醫院，是由聯合航空於1972年捐贈的道格拉斯DC-8客機（註冊編號：N220RB）改裝而成。奧比斯飛機醫院1982年啟航，首次從休士頓起飛往巴拿馬城作救盲行動，兩年之間，飛機醫院已到訪超過24個國家。

## 奧比斯眼科飛機醫院
「奧比斯眼科飛機醫院」是全球唯一的眼科醫療飛機，至1982年起已造訪超過86個國家。

### 1982，麦道DC-8-21

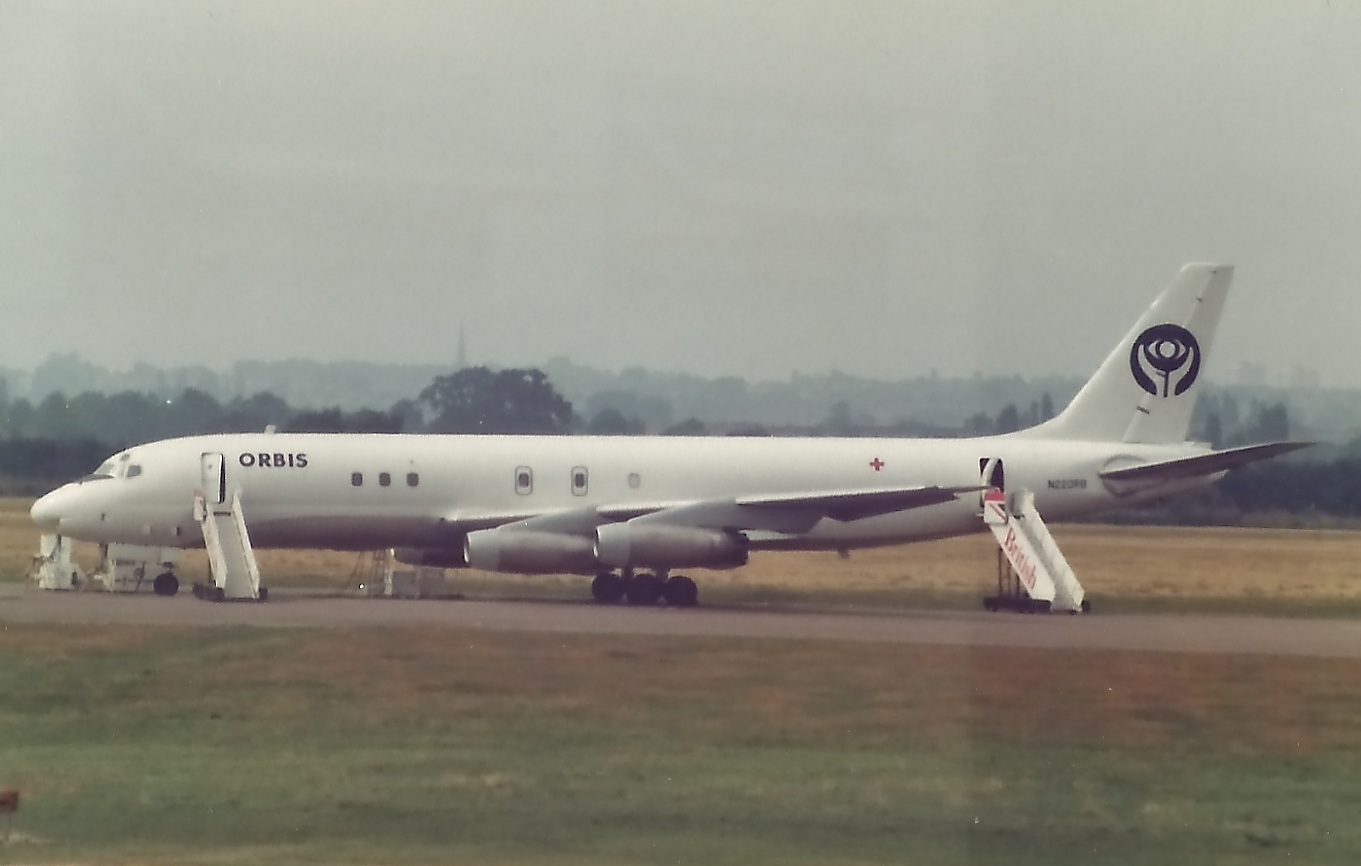
奥比斯第一代飞机，摄于伯明翰机场

奥比斯的第一代眼科飞机医院是联合航空捐赠的一架DC-8-21，制造商编号（MSN）为45280/4，注册号为N220RB。至80年代末，由於DC-8機身較短，而飛機醫院需要更大的空間操作，且DC-8早已停产多年，获取可用的飞机零件进行维护变得越来越困难且昂贵；故此奧比斯借私人捐助，於1992年購買一架DC-10客機，改裝成為新的眼科飛機醫院。1994年，新飞機正式啟用，同時第一代DC-8飛機醫院亦告退役。並捐赠给中國北京近郊的中国航空博物馆作靜態展示。

### 1992，麦道DC-10-10

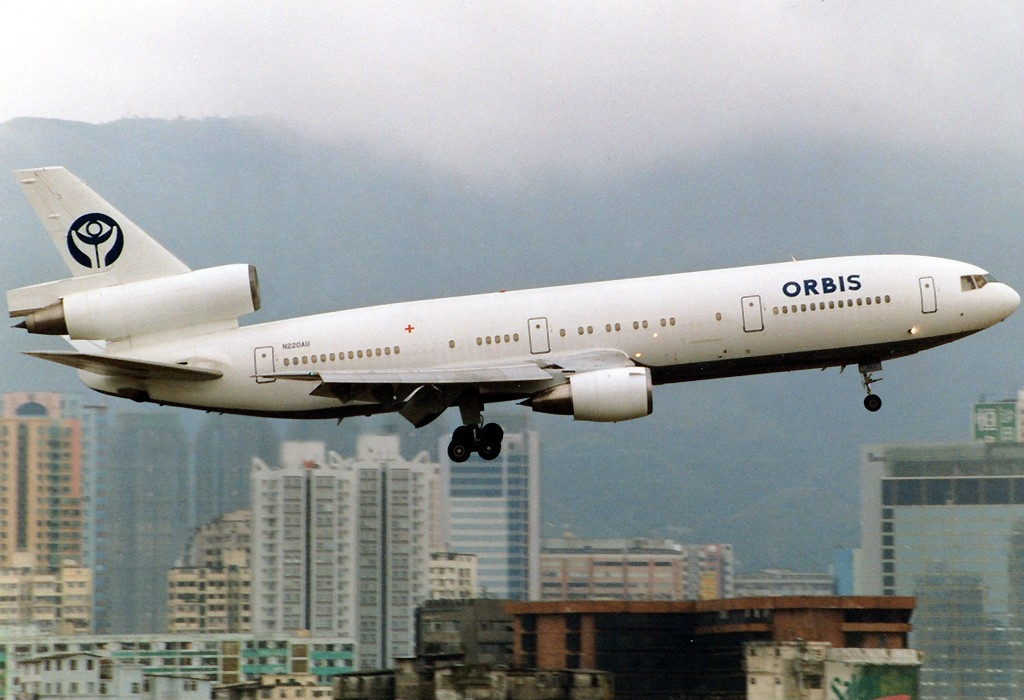
奧比斯第二代飛機，摄于啟德機場

1994年，一架改装完成的DC-10-10作为第二代眼科飞机医院投入使用，取代了第一代的DC-8飞机。这架飞机制造商编号（MSN）为46501/2，注册号为N220AU。該飞機產於1970年，是麦道制造的第二架DC-10，曾被麥克唐納-道格拉斯公司作飞行试验机，其後被萊克航空（Laker Airways）購入成為客機，再經數次轉手後，于1992年被奧比斯以1,400萬美元購入。
航機由「Mobile Aerospace Engineering」公司負責改裝，共斥資1,500萬美元，耗時18個月，於1994年5月7日啟航，同年7月23日飛往中國北京，進行首次任務。駕駛員由聯合航空及聯邦快遞的DC-10飞行员擔任。
除駕駛室外，飛機醫院包括（由機首至機尾）教室、影音室、激光治療室、手術室、恢復室，以及機尾的通訊中心。手術室位處機艙的中央，是航機遇上惡劣天氣時最穩定的位置。
位處機首的教室可容納48人，學生一般來自目的地的醫護人員。通過影音設備，學員可以在教室觀察手術進行，或觀看錄影手術片段，教室亦會作義務教員授課和討論之用。
影音室設有54個監控屏幕，並控制機上16個攝影機和8个麥克風，讓教室和機上各處觀察手術進行。機上手術的片段都會錄影，並複製存檔，故此奧比斯可以將手術流程的記錄，贈予當地眼科醫學界作參考。而激光治療室包括眼科用的激光儀器，並設有實驗台，以動物眼球作手術訓練。在機腹下層，設有實驗室和技術中心，供奧比斯的生物醫學工程師教授當地技術員，保養眼科醫療設備。
2016年，这架飞机在退役后被捐赠给皮马航空航天博物馆作静态展示。

### 2016，麦道MD-10-30

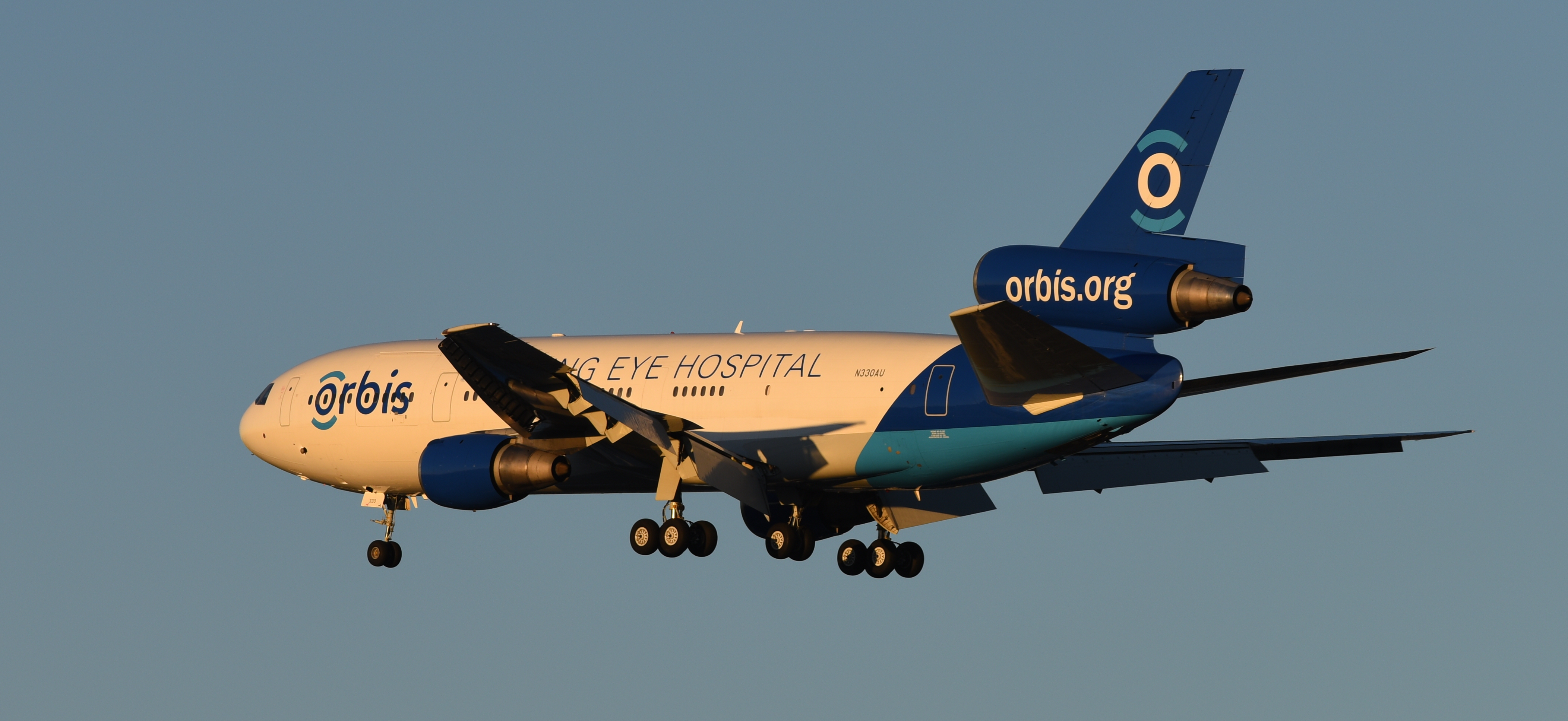
奧比斯第三代飛機在加州莫非特機場

2011年，聯邦快遞宣布捐贈一架MD-10-30F货机予奧比斯，以取代老旧的第二代DC-10-10飞机。这架飛機的注册号为N330AU，制造商编号（MSN）为46800/96。該機於1973年4月出廠，初始機型為DC-10-30CF。歷經多次轉手後，聯邦快遞於1984年7月購入。2001年再改裝升級航电成為MD-10-30F，使用直到2010年，封存於美國的南加利福尼亞後勤機場（Southern California Logistics Airport）。 於2016年交付奧比斯改裝為眼科飛行醫院。

## 外部連結
- 官方网站
- Vision 2020: The Right to Sight（英文） （页面存档备份，存于）
- Airliners.net （页面存档备份，存于） 第二代飛機照片
- Airliners.net （页面存档备份，存于） 第一代飛機照片